# شاعر في نيويورك
شاعر في نيويورك (بالإسبانية: Poeta en Nueva York)‏ هو عنوان ديوان شعري للكاتب الإسباني فيديريكو غارثيا لوركا الذي كتبه أثناء وجوده في جامعة كولومبيا في نيويورك في الفترة من عام 1929 حتى عام 1930، ثم خلال سفره إلى كوبا بعد ذلك. وقد نُشر هذا الديوان لأوّل مرّة عام 1940، أي بعد وفاة الشاعر بأربعة أعوام. وقد صدرت رائعة لوركا شاعر في نيويورك بالعربية كاملة وقام بترجمتها ماهر البطوطي عن الهيئة المصرية للكتاب. وتمكن المترجم ماهر البطوطي من تقديم ترجمة حية نقلت المناخات الشعرية التي رسمها لوركا في قصيدته من دون تصرف أو تزويق.
غادر لوركا إسبانيا في عام 1929 لإلقاء بعض المحاضرات في كوبا ونيويورك. ولعل سبب هذه الرّحلة هو ذريعةً لتغيير الجو والهروب من الظلم المحيط به. وقد أصيب لوركا في هذا الوقت بكآبة شديدة بسبب فشله العاطفي وشعوره بحزن عميق بسبب علاقاته الجنسية. عاش في نيويورك في الفترة من 25 يونيو 1929 إلى 4 مارس 1930، ثم غادر إلى كوبا وأقام بها قرابة الثلاثة أشهر.
وقد كان للمجتمع الأمريكي تأثير بليغ على الشاعر، الذي أحسّ منذ بداية وجوده به بنفور كبير من الرأسمالية والتصنيع في المجتمع الحديث، كما أنه شعر باشمئزاز بليغ من المعاملة التي كان يتلقاها الأقليّة السّود، لقد كان هذا الديوان صرخة مدويّة ضد الرّعب، للتنديد بالظلم والتفرقة العنصرية، ضد لانسانية المجتمع الحديث واغتراب الجنس البشري، والمناشدة ببعد إنسانى جديد تسود فيه الحرية والعدالة والحبّ والجمال. ولذلك يعد هذا الديوان واحداً من أهمّ الأعمال الشعرية وأبرزها في تاريخ هذا الفن نظراً لفلسفته المتعالية. يعد هذا الديوان نقداً شعريا مواكباً للتحولات الاقتصادية والاجتماعية بطريقة لم تشهدها البشرية من قبل، الأمر الذي يجعل هذا العمل انعكاساً تشاؤمياً عميقاً وحلقة وصل بين الموديرنيزم وعصر التكنولوجيا الحديثة.

## التاريخ

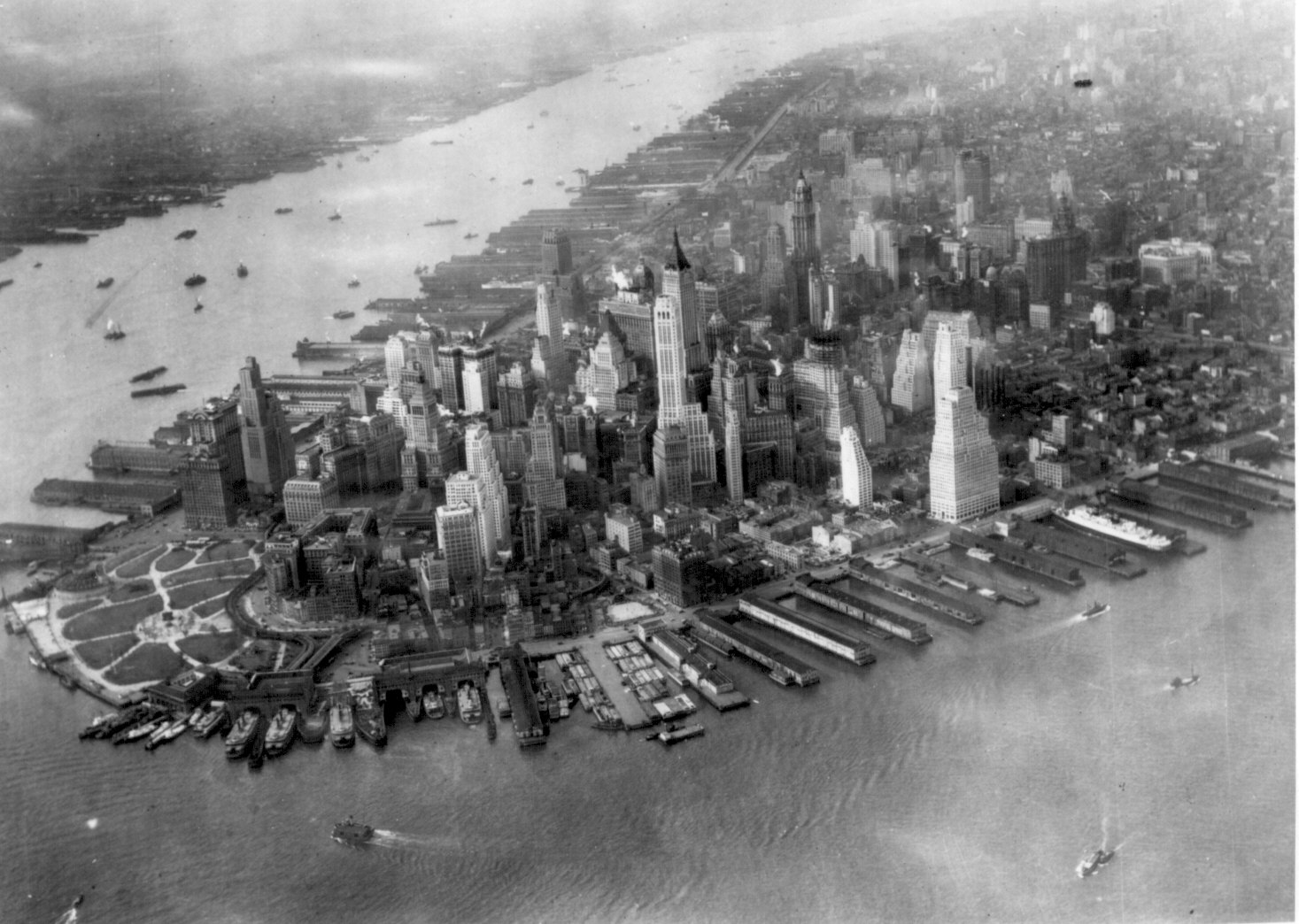
رؤية جوية لمدينة نيويورك (1931)

غادر لوركا إسبانيا عام 1929 لإلقاء بعض المحاضرات في كوبا ونيويورك، وقد اتسمت حياته قبل رحيله بعدم الارتياح فقد انقطعت علاقته بالنحات إيميليو ألادرين كما ظهر أيضا خلافه مع سلفادور دالى، الذي قام بالتعاون مع المخرج لويس بونويل بتقديم الفيلم السيريالى كلب أندلسي، إشارة واضحة منه إلى المؤلف الغرناطي. وفي يناير، عام 1929، تلقى لوركا دعوة لإلقاء بعض المحاضرات في كوبا والعديد من الجامعات الأمريكية الأخرى، وفي فترة الركود الاقتصادي الشديد، عندما اشتكي اليه والديه بأن الحياة هكذا ليست على ما يرام، كتب اليهم مطمئناً: «إنني لا أريد بأي حال من الأحوال أن تكونا غاضبين علي،  فهذا يؤلمنى،  ليس لى ذنب بأشياء كثيرة تخصنى،  فالذنب ذنب الحياة والنضالات، ذنب أزمات وصراعات أخلاقية لدي».
تُظهر هذه الكلمات صدق وإدراك لوركا لمشاعره، في حين تعكس تشاؤماً واضحاً لوضع حياته. كما انخرط لوركا في الوضع السياسى بشدة آخذاً موقفاً مناقداً لديكتاتورية بريمو دي ريفيرا وفي منتصف 1929، وقّع هو وأربعة وعشرون من الكتاب الشباب منشوراً يعبر عن سخطهم لوضع البلد ويطالب بتغيير السياسة. وقد أثارت هذه العوامل مزاجاً سيئاً لدي الشاعر الأندلسي مما أدي به إلى الاكتئاب، وهي حقيقة لم تغب عن أسرته، فقد أرسل له والده في فبراير عام 1929 بأنه يحسُن له تغيير الجو.

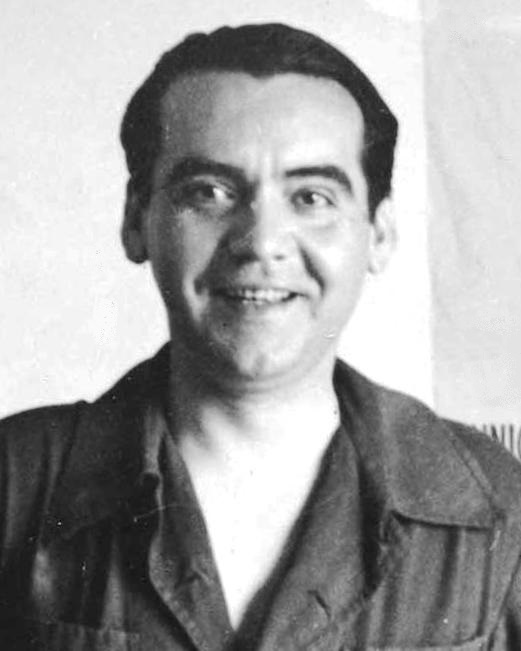
فِدِريكو غارثيا لوركا

وقد رافق الاشتراكي فرناندو دي لوس ريوس الشاعر لوركا في رحلته إلى القارة الجديدة لإلقاء محاضرة في جامعة كولومبيا، وكذلك ابنة أخيه ريتا ماريا ترويانو دي لوس ريوس والتي كانت ستلقى دروساً لتعليم اللغة الإسبانية في مدرسة في هرفوردشير.
وفي 10 يونيو عام 1929 رحلوا بقطار متجه إلى باريس حيث توقفوا هناك لمدة يوم لزيارة متحف اللوفر، ثم سافروا على متن قارب من كاليه إلى دوفر وأقاموا في لندن ليومين، ثم قاموا بزيارة أوكسفورد، بعدما تركوا ريتا في هيرفورد، للانطلاق في النهاية عبر آر إم إس أوليمبيك _مثيلة سفينة تيتانيك_ والتي غادرت ساوثامبتون في 19 يونيو 1929 متجهة إلى أميركا. وقبل أن يرحل كتب لوركا إلى صديقه كارلوس مورلا لينش يوصف له شعوره بالاكتئاب والحنين إلى وطنه وأنه ندم على هذه الرحلة.
وصل لوركا إلى نيويورك (مدينة الإسمنت وناطحات السحاب) في الخامس عشر من حزيران لعام 1929، والتقى بمجموعة كبيرة من المثقفين الاسبان المقيمين هناك أمثال فِدِريكو دي أونيس، أستاذ اللغة الأسبانية بجامعة كولومبيا ومدير مجلة الدراسات الأسبانية; وأنخيل دِلْ ريو، أستاذ الأدب الاسبانى بجامعة كولومبيا; وليون فيليبي، أستاذ بجامعة كورنيل ; والرسام غابرييل غارثيا ماروتو.
أقام لوركا في مدينة الطلبة الجامعية وذلك بإيعاز من فدريكو دي أونيس للتسجيل في دروس اللغة الإنجليزية لغير الناطقين بها. وكان الانطباع الأول لديه ايجابياً فقد أبدي حماسا شديداً أمام مشاهد نيويورك المذهلة، وناطحات السحاب، والحياة الصاخبة، وطٌرٌق مانهاتن، وأضواء برودواى (من أشهر الشوارع في مانهاتن). واظب لوركا على دروس اللغة الإنجليزية بدأب، ولكنه لم يحقق تقدما ملحوظاً ووصل إلى مستوى ضئيل في اللغة. فصرف سحابة وقته إلى الاهتمام بالمدينة وإقامة حياة اجتماعية بها، وحضور العديد من الفعاليات والعروض بصحبة أصدقائه ومعارفه. قضى معظم وقته في المعهد الأسباني بجامعة كولومبيا، حيث تعقد المحاضرات وتقام الأمسيات الأدبية والموسيقة، وحيث يشعر في هذا المكان بأنه أكثر قرباً إلى وطنه الحنون.
وبعد بضعة أسابيع، زار لوركا هارلم حيث كان يتردد هو وأصدقائه إلى نادي الجاز -سمولز بارادايز-(الجنة الصغيرة)، مما أتاح له الاتصال بمن يعانون من العنصرية الأمريكية ورؤية الجانب المرير المظلم الذي يعيش فيه المجتمع الأمريكي. لقد كان متعاطفاً مع الأقلية العرقية كالغجر والسود واليهود والشعوب المضطهدة والمهمشة من قبل عِلية المجتمع، أفنى لوركا جهوده للتحدث من خلال قصائدة في هذا الديوان باسم الفقراء والمنبوذين. وبهذا رأى الشاعر الجانب السلبى للعاصمة الأمريكية، ولانسانيتها، والاستخدام المفرط للماكينة، وبرودتها وماديتها وكل ما يناقض ما هو حيوي وطبيعي الذي طالما شعر به الكاتب. كما تجدر الإشارة إلى أن لوركا وصل إلى الولايات المتحدة قبل انهيار بورصة وول ستريت (1929) مما أدي إلى حدوث ركود اقتصادي بالبلاد وبؤس اجتماعي شديد. أعرب لوركا عن انطباعه حيال المدينة في إحدي محادثاته مع لويس منديز دومينغيز عام 1933 : « إنها رهبة البرودة والقسوة...،  مشاهد الانتحار،  ومصابى الهستيريا،  وحالات الإغماء،  شعور مروع ولكن دون عظمة،  لا يمكن لأحد أن يتخيل شعور الوحدة الذي ينتاب رجل اسباني هناك بل أى رجل من الجنوب ».
شرع لوركا في كتابة ديوانه شاعر في نيويورك، والذي يعكس فيه بحميمية شديدة حالته المزاجية وحزنه ودوافعه الجنسية ومرارة حبه الضائع والحنين إلى الطفولة والذكريات المنسية. لقد كُتب هذا الديوان بأسلوب سريالي وبتأثير والت ويتمان وتوماس ستيرنز إليوت.
وفي إحدي رسائله إلى والديه، وصف لوركا نشأة هذا الديوان:«إنني أكتب ديواناً شعرياً أتحدث فيه عن نيويورك والذي بقوته سيحدث تأثيراً هائلاً على الناس.  أعتقد أن كل ما أمتلك أصبح شاحباً بجانب هذه الأشياء السمفونية كالضجيج والتعقيد بنيويورك».
أنهى لوركا دورة اللغة الإنجليزية في 16 أغسطس 1929، على الرغم من أنه لم يتقدم للاختبارات. ثم غادر للإقامة في ولاية فيرمونت بدعوة من صديقه فيليب كامينغز، الشاعر الشاب الأمريكي الذي كان قد أمضى وقتا في غرناطة، حيث التقى بلوركا. قضى فترة في فيرمونت تمتع فيه بطبيعتها الجبلية، وغاباتها، وبحيراتها، استأجر كامينغز كوخ على ضفاف بحيرة عدن
حيث استطاعوا هناك ممارسة السير لمسافات طويلة، وقاموا بترجمة ديوان أغانى، الذي نظمه لوركا في 1927، إلى اللغة الإنجليزية. إلا أن بداية الخريف وهطول المطر بكثرة أدى إلى إساءة مزاج الشاعر ومن ثم عودته إلى نيويورك في 29 أغسطس للإقامة مع أنخيل ديل ريو وزوجته أميليا في كوخ في بوشنيل فيل وهي قرية صغيرة بمدينة شانداكين بنيويورك، وفي النهاية سافر في 18 سبتمبر إلى نيوبورج وهي منطقة يقطن بها فدريكو دي أونيس ويمتلك منزل ريفي، أقام به لوركا بضعة أيام أخرى.
عاد إلى نيويورك في 21 سبتمبر 1929 وأقام بمدينة الطلبة جون جاي هول التابعة لجامعة كولومبيا. كان لا يزال مكتئباً وهذا يتضح من كلماته إلى رفائيل مارتينيث عندما أرسل له قصيدته الطفولة والموت في 7 أكتوبر: «هذ لكي يكون لديك علم بحالتي المزاجية». وقد تزامن هذا مع انهيار سوق اللأسهم وشهد هذا الانهيار العديد من مشاهد الزعر والهستيريا في وول ستريت، كما شهد أيضا حالة انتحار، مما أدي إلى إلى تعزيز مناهضته للرأسمالية.
وفي نيويورك، كتب لوركا، بالإضافة إلى الديوان المستوحى من هذه المدينة، سناريو(رحلة إلى القمر) بأسلوب سريالي ليكون محاكاة لكلب أندلسي لبونيويل ودالى، ويحكي هذا العمل قصة حب مستحيلة، كما يعد القمر رمزا للموت. وبانتهاء عيد الكريسماس، غادر لوركا جون جاى هول وأقام في مدينة طلبة انترناشونال هاوس. ألقى أولى محاضراته في كلية فاسار في 21 يناير 1930، كما تعرض للحديث عن التهويدات التي تحدث عنها سالفا في مدينة الطلبة بمدريد عام 1928. تم تكريم لوركا في المعهد الأسباني عشية مغادرته إلى كوبا، في 10 فبراير، حيث ألقى محاضرته الخيال والإلهام، والتهرب، وتحدث عن الشعر بمصطلحات قريبة إلى السريالية ووصف السريالية بأنها 'ظاهرة شعرية نقية' وقال:<<والآن لا مصطلحات، ولا حدود، ولا قوانين تفسيرية، يا لروعة الحرية!>>.
غادر غارثيا لوركا نيويورك يوم 4 مارس 1930، وسافر عبر القطار من ساحل أمريكا الشمالية الشرقي إلى ميامي، ومن هناك أبحر إلى كوبا بدعوة من المعهد الأسباني الكوبي الثقافي برئاسة الاجتماعي فرناندو أورتيس لإلقاء بعض المحاضرات. مكث ثلاثة أشهر في الكاريبى، والحق أنها كانت بلا شك إقامة أكثر متعة للشاعر الأندلسي من التي قضاها في مدينة ناطحات السحاب، سواء من ناحية المناخ أم اللغة أم طابع السكان هناك. كتب إلى والديه قائلاً: «ولكن هافان أعجوبة،سواء القديمة أم الحديثة،فهي مزيج من ملقة وقادش،ولكنها أكثر حيوية وراحة نظراً لمناطقها الاستوائية،والحياة بالمدينة تتميز بالمداعبة واللين والاحساس ومليئة بسحر اسباني خالص بل جدير أن نقول أندلسي».
أقام لوركا في فندق لاأونيون حيث أمضى هناك إقامة هانئة أكثر منها في نيويورك بل وحتى اسبانيا، كما تبين خلال هذه الإقامة شذوذ لوركا الجنسى بأكثر حرية. حاز لوركا على إعجاب شديد في كوبا، كما حقق ديوان أغانٍ غجرية نجاحاً كبيراً، فقد بدأ كتابته في 1924، كما شهدت هذه المجموعة الشعرية شهرة عالمية واعتبرها بعض النقاد أهم أشعار لوركا، وترجمت إلى أكثر من عشرين لغة واعتبرها الشعب الإسبانى عودة من الشاعر إلى التراث القومي استلهم فيها ملامح أساسية من شخصية الشعب الإسباني، ومن الروح الإسبانية وهو ما أجمع عليه النقاد في قراءاتهم لتلك المجموعة الشعرية. ألقى شاعرنا خمس محاضرات في المسرح الرئيسي لكوميديا هافانا: آلية الشعر (9 مارس)؛ جنة مغلقة للكثير ومفتوحة للقليل. شاعر جونجرا من القرن السابع عشر (حول بيدرو سوتو دي روخاس، 12 مارس)؛ والتهويدات الإسبانية (16 مارس)؛ والصورة الشعرية في لويس دي جونجورا (19 مارس)؛ وفن الغناء من الأعماق (6 أبريل). وقد حققت هذه المحاضرات نجاحاً كبيراً، حتى أن لوركا قد حصل لأول مرة في حياته على مبلغ كبير من المال.
في أواخر نيسان 1930، أمضى بضعة أيام في سانتياغو دي كوبا، حيث أعاد إلقاء محاضرته آلية الشعر في لا سكويلا نورمال بارا مايستروس (المدرسة العادية للمعلمين)، وأثناء إقامته في الجزيرة كتب قصيدة واحدة ضمها إلى ديوان شاعر في نيويورك، إنهم ينتمون إلى السود في كوبا. كما كتب عمله المسرحى الجمهور في كوبا، حيث حاول فيه كسر الحواجز بين المشهد المسرحى والواقع، وبين الممثلين والمشاهدين، كما يتميز طابع المسرحية القلق والحزين بالتعارض مع السعادة التي كان يشعر بها لوركا غرار إقامته في الجزيرة. غادر كوبا عائداً إلى إسبانيا في 12 يونيو 1930.

## تقلبات المخطوط
المخطوط الأوّل والأصلي الوحيد لهذا الديوان يتألّف من 96 صفحة مكتوبة على الآلة الراقنة، بالإضافة إلى 26 صفحة مكتوبة بخطّ اليد، لقد هاجر هذا المخطوط مع الأديب والناشر الإسباني خوسّيه بيرغامين (الذي كان لوركا قد سلّمه إيّاه لنشره قبل وفاته في عام 1936 بقليل مع العديد من الاضافات والتصحيح والحذف لأجزاء في الديوان) إلى فرنسا في المقام الأوّل، ثمّ في مرحلة أخرى إلى المكسيك، (حيث نشرت الطبعة الأولى منه عام 1940 في كل من المكسيك (بمطبعة سينكا) والولايات المتحدة الأمريكية (بمطبعة نورتون، وقد ترجمه آنذاك إلى اللغة الإنكليزية رولف هومفريس)ولكن مع بعض الفروق الهامة نظراً للتغييرات التي أجراها بيرغامين، والذي أبدي احتراماً شديداً لإشارات صديقه لوركا فيما يخص المخطوط. وبعد عدة سنوات، نشر الشاعر أوجستين ميلاريس في مجلة بالانس الشعرية قصيدة غير معروفة ولم تنشر في طبعات الديوان من قبل، عنوانها صلبة، والتي تم الحصول عليها في عام 2007 من قبل وزارة الثقافة في اسبانيا.

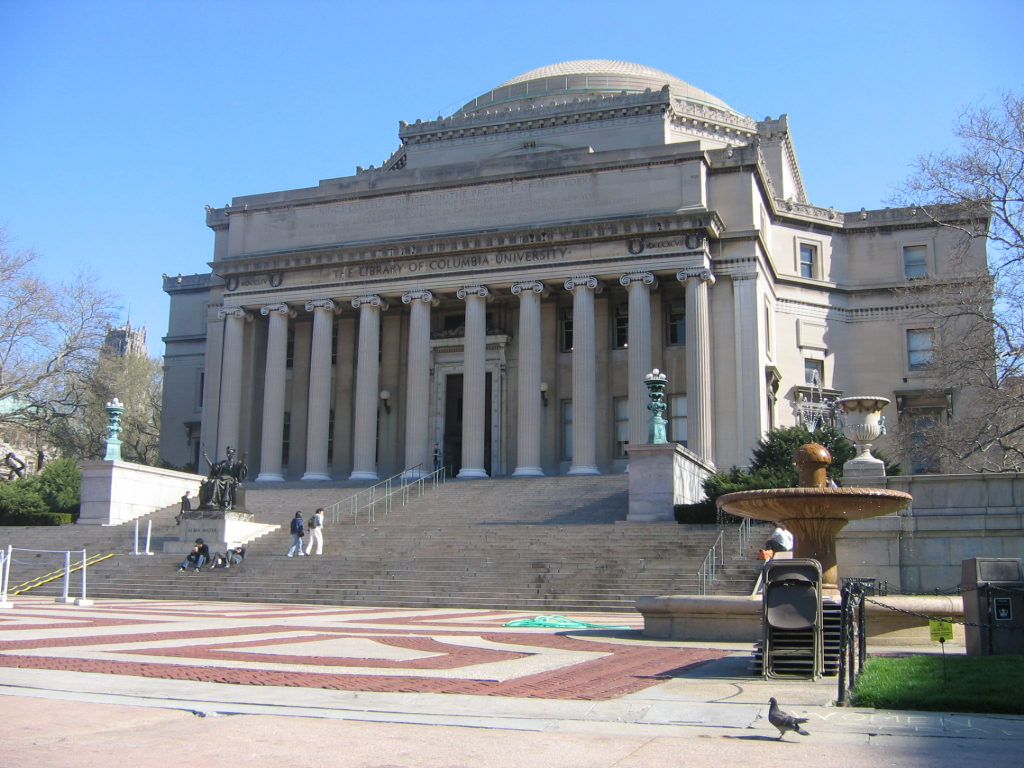
جامعة كولومبيا

ظلّ المخطوط في النّصف الثاني من القرن العشرين متخفيّا ينتقل من يد إلى يد حتى وقع عام 1999 في يد الممثلة الإسبانية مانويلا ساهافيدرا ومورينو دي الداما، إلى أن أمكن لمؤسسة غارثيا لوركا اقتنائه في عام 2003. ويتم حالياً الإعداد لطبعة جديدة بناءً على النسخ الأصلية التي تم استعادتها، بحيث تكون الطبعة النهائية لهذا العمل.
كان لوركا يعد ديوان شاعر في نيويورك كواحد من أفضل إنجازاته في مجال الشعر، ويدل على هذا الاهتمام الخاص الذي أولاه الشاعر لهذا الديوان، فقد عنى بأدق التفاصيل، بداية من الهيكل الداخلى للديوان وحتى الرسوم التوضيحيحة التي ضمنها إياه. وفيما بين عامي 1930 و1936 قام بعدة محاولات لنشر هذا الديوان الا أنها توقفت نظراً لموته المفاجئ. وجدير بالذكر أنه خلال تلك السنوات ألقى العديد من المحاضرات حول ديوان شاعر في نيويورك.
لم يكن هيكل ديوان شاعر في نيويورك واضحاً بالكامل، وهذا يرجع إلى عدم تحديد لوركا له قبل موته، فقد كان هناك تفاوتاً في تخصيص وتوزيع القصائد. وقد عثر إوتيميو مارتن عام 1927، بجانب القائمة التقليدية التي أعطاها لوركا لبرغامين، على قائمة ثانية في الجزء الخلفي من مخطوط الطفل ستانتون تتضمن مشروع لوركا لكتابة ديوان بعنوان أرض وقمر، وتحتوي على سبعة عشر قصائد: عشرة منها تتعلق بديوان شاعر في نيويورك (السماء الحية، وليلة الجوف، واغتيال، والبانوراما العمياء لنيويورك، والقمر وبانوراما الحشرات، والموت، والبقرة، والخراب،)؛ وثلاثة أدرجت في كتاب لوركا السابق الذي يحمل عنوان ديوان التماريت (غنائية الحمام، التي أصبحت في ما بعد تحمل اسم قصيدة الحمائم الحالكة، ومُرّ ثم أصبحت تحمل عنوان الغزالة ذات الجذر المُرّ، والثور والياسمين التي أصبحت فيما بعد تحمل عنوان النوم في الهواء الطلق)؛ وأخيرا أربع قصائد مفردة لا تنتمى إلى أي ديوان (أرض وقمر، وأوميغا، وأنشودة الموت الصغير، وقصيدة صغيرة غير محدودة). ولعل مشروع لوركا الأول هو تفريغ خبرته الأمريكية في عمليين أدبيين هما: شاعر في نيويورك وأرض وقمر، ولكن يبدو أنه أعاد النظر في هذا الموضوع حيث ضمن العديد من القصائد إلى ديوان التماريت. وفي جميع الأحوال لم يكن شيئا واضحا، فالعديد من طبعات شاعر في نيويورك تضمنت الأربع قصائد المفردة، إلا أن الغالبية اختارت نسخة برغامين. وتقوم دار نشر جالاكسيا غوتنبرغ الآن ولأول مرة بتحرير نسخة جديدة مماثلة لما أُخذ عن لوركا متبعة بذلك المخطوط الذي أولاه إلى برغامين.

## تحليل
كان لديوان شاعر في نيويورك دوراً قوياً في تطور شعر لوركا، الذي بدأ بديوان أغان في التراث الغنائى الكلاسيكي ذو الطابع الشعبى القوى والقافية القائمة على الغناء والرومانسية. تميزت أعماله التالية، قصيدة الغناء من الأعماق وأغان غجرية، بالأسلوب الحاد وبقاء العناصر الشعبية بها، الا أن نظم الشعر التقليدي قد تلاشى وحل محله خيال الشاعر الإبداعى. تأثر لوركا بحركة جيل 27، مثله مثل باقى شعراء هذه الحركة (رافيل البرتي، خورخي غيين، داماسو ألونسو، خيراردو دييغو، بيدرو ساليناس، بيثنتي أليكساندري، لويس ثيرنودا، الخ)، بداية من الشعر الشعبى وكتاب العصر الذهبى الاسبانى (لوبي دي فيغا، غونغورا، كيفيدو)مرورا بالشاعر جوستافو أدولفو بيكر وروبن داريو وأنطونيو ماتشادو وخوان رامون خيمينيث، كما تأثر أيضا بالسريالية، وهي اتجاه شائع في ذلك الوقت. هؤلاء الكتاب يبحثون عن التجديد في كل شيء، في الأسلوب، ويبغون الوصول إلى «الشعر النقي» من خلال لغة مجازية، كما اهتمو أيضا بالتجديد في نظم الشعر فأصبح أكثر بساطة من شعر سابقيهم، خاصة الموديرنيزم، ولجأوا بذلك تارة إلى الأشكال التقليدية وتارة إلى استخدام بيت الشعر الحر.
تُعد حركة السريالية هي أحد التأثيرات الأساسية الملحوظة في ديوان شاعر في نيويورك: فتهدف هذه الحركة إلى تجديد الأدب بشكل جزريّ وتعزيز الحرية الخلاقة للكاتب من خلال التعبير الحر للاوعي، والتخلى عن أي نوع من أنواع القناعات سواء الأخلاقية أو الاجتماعية أو الفنية. كما تهدف إلى نقل الواقع عن طريق الوصول إلى مستوى أعلى من الوعى، إلى ما فوق الواقع، ومن هنا يأتى اسم هذه الحركة التي يستطيع الكاتب من خلالها التعبير عن رؤيته للعالم والحياة بدون إطناب. ويعبرون عن هذا كله عن طريق ثورة عميقة للغة فقدت سماتها العقلانية والموضوعية لتكون بمثابة وسيلة للتعبير الحر عن فكر الكاتب والتي تختلط بها الأهداف، والمفاهيم، والعواطف، والمشاعر المعبر عنها بشكل عفوى وبلغة حالمة وذاتية وغير عقلانية ومجازية.وهكذا، فبدلا من القراءة السردية والوظيفية، يهدفون إلى جعل القارئ يشعر أكثر مما يفكر ويدرك أكثر مما يفهم، ويتلقى انطباعات تثير لديه ردود فعل عاطفية.
يعبر عمل غارثيا لوركا، بالرغم من الحيوية التي يعكسها لوركا في أعماله، عن حزن وجودي عميق، وإحباط بسبب حالته الجنسية والسلوكيات الأخلاقية الصارمة السائدة في هذا العصر، وكذلك مطالبة اجتماعية لحقوق الفقراء والمحرومين، والبؤس وقمع البشر. هذا بالإضافة إلى احساس بالعذاب والمصير المأساوي وروح الرثاء التي تسود العمل والتي تنذر بنهاية لوركا المأساوية.
يعتبر ديوان شاعر في نيويورك هو معارضة بين الطبيعة والحضارة، اللتان يواجههما الشاعر بصورة جدلية لكي يندد بلاإنسانية المجتمع الحديث. يطالب لوركا بالحرية والعودة إلى الطبيعة في مواجهة اغتراب عصر الصناعة، والتنديد بحق المنبوذين والمهمشين والمقهورين الذين يعانون القمع والظلم والتفرقة العنصرية. ويعبر عن هذا كله بلغة رمزية، يستخدم فيها (الاسم) بكثرة سواء في وصف الأشياء أم في إثارة المشاعر، أما الصفات فلم تكن وصفية وعادة ما تأتى في مواضع غير منطقية، في صور شعرية عجيبة ذات أصل سريالى. تكثر العبارات الظرفية أما الأفعال فتعبر عن الحيوية وووقوع الحدث، وعادة ما تكون اللغة مجازية ذات تعبير حسى أكثر منه أيدلوجى. ويبرز استخدام الاستعارة في هذا الديوان، حيث تتميز بنقل شعور الحيوية، والتحول، والتناقض بين الواقع والخيال إلى القارئ، هذا بالإضافة إلى الجانب الفوضوى في المؤَلَف والإحساس المدهش لوصفه.
يركز هذا الديوان على موضوعين رئيسيين هما : المدينة والشاعر. ففي عام 1931 في مقابلة لرودولفو خيل بينوميه مع الجريدة الأدبية، يصف لوركا المدينة قائلاً «إنها تفسير شخصى وتجريد غير شخصى بلا زمان ولا مكان في هذه المدينة العالم، إنها رمز مثير للشفقة: المعاناة». يحتوى لفظ المدينة على معنى مجازى مشار إليه في مواقعها الجغرافية، ولكنها أيضا تعد رمزاً للمدينة كمفهوم تجريدي، ككيان تنفيرى للإنسان. وبهذا تتحول نيويورك إلى وسيلة يستخدمها الشاعر لإخراج مشاعره، ويعكس في العمل نظرة تعبر عن مفهومه للحياة والطبيعة والإنسان، ويركز بشدة على معانى الحب والوحدة والموت.
يجدر بنا القول بأن هدف الكتاب ليس وصف للمدينة، بل للوركا نفسه، ولمشاعره الخاصة وهذا يظهر من خلال استخدامه المتكرر للضمير «أنا». ويدعى الشاعر كما لو أنه لم يمارس حياته الجنسية وحريته في الحب من قبل، وهذا يظهر من خلال بعض أبيات شعر من قصيدة تضعيفة شعرية لبحيرة عدن :«غير أنني لا أريد دنيا ولا حلما أيها الصوت الإلهي.. بل أريد حريتي.. أريد حبي الإنساني.. في أشد جوانب النسمة المهجورة ظلمة». كما يعبر عن ذلك بأصوات أو وجهات نظر شعرية متعددة: إحداهما«مريرة» والتي يعبر بها عن حالة اكتئابه بسبب خيبة أمله في الحب; والأخرى «محررة» ويعبر بها عن شغفه لأن يعيش حياة الحب التي يهواها; ووجهة نظر «تضامنية» ويعرب فيها عن أسفه لمعاناة الفقراء والمهمشين من طبقات المنبوذين.
يُنقَل هذا التعبير الجديد للشاعر من خلال لغة جديدة، يتخلى فيها عن الأساليب الشعبية التقليدية والصور الأندلسية المتكررة ليبحث عن أشكال جديدة للتعبير من خلال حركة السريالية التي على الرغم من تجديدها تعتنى بما هو أصيل وغير تقليدي. وقد تحدث الكاتب عن هذا التجديد بنفسه عام 1931 فقال:«إنني أرى الشعر ومواضيعه الآن في لعبة جديد، غنائية أكثر منها درامية، تغمر المواضيع بالعاطفة، ولكنها عاطفة باردة وحادة وموضوعية بحتة». يلجأ الشاعر في هذا الديوان إلى استخدام المجاز بكثرة وهذا أمر رائع وغير منطقى بل ومفكك، مع استخدام روابط غير عادية للعناصر الحية وغير الحية. كما تتسم كتاباته كذلك بالطابع المرجعى والتفصيلى الذي يتعارض بشكل كلى مع نهج السرياليين الفرنسيين في الكتابة. تنعكس لامنطقية وتناقض صوره في البنية الطبيعية الداخلية للقصائد وهذا بدوره يشكل تجانساً واضحاً في أجزائه.

## الرسوم التوضيحية

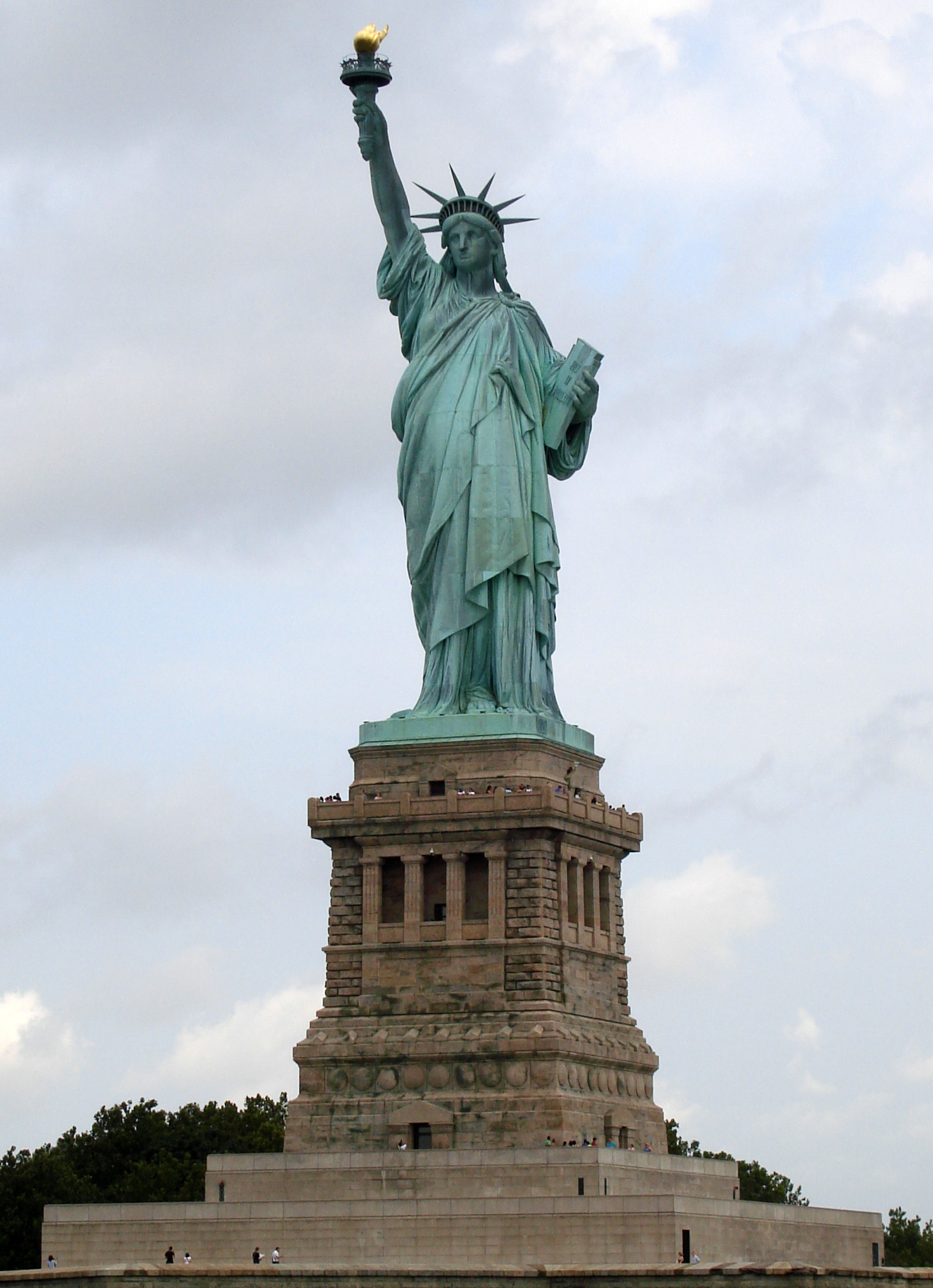
تمثال الحرية، نيويورك

كانت أفكار لوركا حول النسخة المطبوعة من شاعر في نيويورك هي تضمينة سلسلة من الصور التي توصف محتوى القصائد، وهذا ما فعله في النسخة الأصلية التي أعطاها لبرغامين والتي تضمنت قائمة بها 18 رسمة توضيحية، ولكنه عندما وصف هذه الرسوم لم يشر إلى موضع كل واحدة في النص ولهذا لم تدرج في النسخ الأصلية. وفيما يلى قائمة بهذه الرسوم التوضيحية:
- تمثال الحرية: من المحتمل أن يكون موضعه في بداية الكتاب.
- طلاب يرقصون مرتدين زى نساء: من المحتمل أن تكون لقصيدة حكايات الأصدقاء الثلاثة وحلقتهم.
- زنجى محروق: ربما تكون لقصيدة نمط السود وفردوسهم.
- أسود يرتدي زياً راقياً: ربما تكون لقصيدة ملك هارلم.
- وول ستريت: لقصيدة رقصة الموت.
- برودواى 1830: من المحتمل أيضا أن تكون لقصيدة رقصة الموت، لأنها يُشار فيها إلى برودواى.
- الحشد: من الممكن أن تكون لقصيدة مشهد الحشد الذي يتقيأ ومشهد الحشد الذي يبول.
- صحراء: لقصيدة أعياد ميلاد في الهدسون.
- أقنعة أفريقية: لقصيدة مدينة بدون حلم.
- مونتاج لشارع به ثعابين وحيوانات برية: وهي أيضا لقصيدة مدينة بدون حلم.
- الصنوبر والبحيرة: لقصيدة تضعيفة شعرية لبحيرة عدن.
- مشهد ريفي أمريكي: ربما تكون لقصيدة كوخ فلاح.
- الجزار: لقصيدة مقدمة الموت.
- البورصة: لقصيدة العودة إلى المدينة.
- البابا بريش الحمام: محتمل أن تكون لقصيدة صرخة إلى روما.
- مونتاج فوتوغرافي لرأس والت وايتمان بلحية مليئة بالفراشات: لقصيدة أغنية إلى والت وايتمان.
- البحر: لقصيدة الهروب من نيويورك.
- المناظر الطبيعية في هافانا: لقصيدة الشاعر يصل إلى هافانا.

## الهيكل
نظراً لحالة المخطوط الأصلي والتلاعب الذي حدث فيه بعد ذلك، فإنه يصعب معرفة إلى أي مدي يتوافق الهيكل الحالي للكتاب مع نية لوركا، وعلى أية حال فقد نظمت الخمسة وثلاثين قصيدة في عشرة أقسام:

### قصائد الوحدة في جامعة كولومبيا
تحتوي على قول مقتبس للويس ثيرنودا من قصيدته أغنية الغرب من كتاب نهر وحب «زينة الحب...الغضب، وزينة النسيان...الحب». ولعل قصائد هذه المجموعة هي الأكثر حميمية في هذا العمل، فهناك قصائد تتصدي لمرارة حياته بالمدينة مقارنة بالطفولة السعيدة التي عاشها (1910 (فاصل موسيقى))، وقصيدة (طفولتك في مينتو) تعرب عن خيبة أمله في الحب وهو ما يتضح من مقولة ثيرنودا، والتي يمر الحب فيها بمراحل بداية من الغضب مروراً بالهجر ثم النسيان.
- عودة من جولة:[42] توجد هذه القصيدة في مؤسسة غَارْسِّيَا لُورْكَا، وعليها إمضاء الكاتب بتاريخ 6 سبتمبر 1929 في بوشنل سفيّه (قرية صغيرة شمال شندكان)، وتعتبر مقدمة للمحتوى الذي يتضمنه العمل، كما تُعَد تأريخ لتجارب لوركا في المدينة، وتجسيد لحالته المزاجية، ويدل على ذلك البيت التالى«قتلتنى يد السماء». كُتِبَت هذه القصيدة أثناء عطلاته مع أنخيل دل ريّو، فهي تعبر عن متاعب الحياة التي يشعر بها الكاتب- «التعب الأصم الأبكم» -وتُظهِر نداءات الشاعر «البائسة» بسبب عدم نيله للحب، و«المُحَرَرَة» في محاولة منه للتغلب على خيبة أمله في الحب. ولعل الأسباب التالية هي التي جعلت الكاتب يضع هذه القصيدة في أول الديوان، فعلى الرغم من كونها لاحقة في التاريخ، إلا أنها تعبر عن حالته المزاجية جيداً وبالتالى فهي المحور الرئيسى لهذا العمل.
- 1910 (فاصل موسيقى):[42] أُرّخَت في أغسطس 1929 بنيويورك، وحُفِظَ مخطوط لها في مؤسسة غَارْسِّيَا لُورْكَا. تعبر عن حنينه إلى طفولته الضائعة مقارنة بوضعه الحالى، فيشتكي من حدث سابق ويقول-«لقد رأيت أن الأشياء حين تنشد مسارها لا تلاقي إلا الفراغ»، فهو يأسف على براءته الضائعة.
- طفولتك في مينتون: تحتوى على قول مأثور لخورخى غيين من قصيدته الحدائق المنشورة في كانتيكو «نعم، طفولتك ما هي الا أسطورة نوافير». كان عنوان هذه القصيدة في البداية مصرف 1910، حيث نشرت عام 1932 في مجلة البطل. ويُفهَم من ذِكر خورخى غيين هنا، أنها محاولة من الشاعر لاستعادة الماضى، والحزن على الحب الخائن، وعلى الرغم من ذلك فإنه لا يعترف بعثوره على السعادة، فما زال يعلم أنها لن تكون بنقاء وحلاوة سعادة الطفولة.
- حكايات الأصدقاء الثلاثة وحلقتهم: عُنونَت من قبل باسم حكاية الموتى الأولى، ويوجد مخطوط لها في مؤسسة غارثيا لوركا، يعبر الشاعر من خلال هذه القصيدة عن حبه الضائع والألم الذي يشعر به من خلال موسيقى جنائزية مثيرة للإشمئزاز وغير سارة. يظهر في المخطوط الأصلى جملة تعجبية «أواه يا لوركا»، ولكن أُزيلَ فيما بعد مثله مثل عبارات أخرى تشير إلى اسم الكاتب.[43]

### الزنوج
يُوجَه هذا القسم إلى أنخيل دل ريو، ويظهر فيه تضامن لوركا مع الأمريكان السود، حيث يندد بوضعهم الاجتماعي وعرقهم مشدداً على حيوية عرقهم ونقائه الأصلي.
نمط السود وفردوسهم: يوجد نسختين للمخطوط في مؤسسة غارثيا لوركا بدون تاريخ. يظهر في هذه القصيدة انقسام الشعب الأفروأمريكي، ما يكرهونه وما يحبونه، ما يمتلكون وما يتمنون، الجنة التي يتوقون إليها ولن يعثرو عليها في الأرض التي ذهب إليها أسلافهم، يؤتبط موضوع الشوق إلى الفردوس المفقود بقصائد أخرى يتوق فيها إلى الطفولة الغائبة، والبرائة والحب الضائعين.
- ملك هارلم: بتاريخ 5 أغسطس 1929، ونُشِرَت عام 1933 في مجلة لوس كواترو بينتوس (الرياح الأربع)، تنقسم إلى ثلاثة أجزاء، عبر الجزء الأول عن محنة السود، ويشير الجزء الثانى إلى تحررهم، وأخيرا يظهر من جديد الظلم الموجه لهذا العرق الذي يتمنى له مستقبل مُفعَم بالحرية والأمل.
- الكنيسة المهجورة (أغنية الحرب العظمى): مؤرخة في نيويورك بتاريخ 29 نوفمبر 1929، ولها عنوان فرعى ذكرى الحرب. يوجد المخطوط في مؤسسة غارثيا لوركا وقد نُشِرَت عام 1933 في مجلة بويسيا (شعر). يتمركز موضوع هذه القصيدة حول الموت، حيثت تختلط مشاهد أهوال الحرب مع أرواح الموتى- كُتِبَت هذه القصيدة في نوفمبر، شهر الموتى-، وكما يشير عنوانى القصيدة فهي تتلخص في مشهد البكاء الفجع على طفل مفقود.[44]

### شوارع وأحلام
هذا القسم موجه إلى رافائيل رودريغيز رابون، يشتمل على مقولة بيثنتي أليكساندري من قصيدته الحياة التي تتحدث عن الدمار والموت «يقول طائر معلق في صدره ورقة أن وقت القُبُلات لم يحن بعد». يعتبر هذا القسم هو الأكثر وصفاً للمدينة الأمريكية، حيث يعرب عن الانطباع الذي تركته حياة المدينة الكبرى في نفس الشاعر، وميكانيكية المجتمع الاقتصادي والاقتصاد الرأسمالي اللاإنساني، إلا أن مقولة أليكساندرى تشير من جديد إلى مزاج الشاعر والحسرة التي تغمره بسبب شعوره بالوحدة والأسى.
- رقصة الموت:[42] بتاريخ ديسمبر 1929، نشرت في مجلة نهوض عام 1930، في هافانا. تنقسم هذه القصيدة إلى جزئين، يتحدث الجزء الأول منها عن الرقصة التي هي عنوان القصيدة، حيث يمتزج معها الألم والبؤس المتأصلين في الحياة الحضرية، التي لا تُسفِر إلا عن «عواميد الدماء والأرقام; عواصف النضار وأنين العمال المتعطلين»، وفي الجزء الثانى يَقَف موقِف المتفرج من هذه الرقصة، التي لا تَحْوى الفقراء والمحرومين، بل«هم الآخرون، سكارى اللجين، الرجال الباردون»، ويأمل أن يتغير هذا الوضع، وأن يَثُور الفقراء والمستضعفين ضد الظلم ويعلنوا مجتمعاً جديداً.
- مَشْهَد الحَشْدالذي يتقيأ(مساء كوني آيلاند): أُرِخَت في نيويورك 29 ديسمبر 1929، يوجد مخطوطان لها في مؤسسة غارثيا لوركا، ونشرت في مجلة نوريستى عام 1935. تُظهِر هذه القصيدة، مثل سالفتها، الوضع الناجم عن انهيار البورصة في أكتوبر 1929 من خلال موكب من القتلى، ويُعْرِب، من خلال القئ، عن اليأس الذي يقودهم إلى البؤس، وفي الوقت ذاته، يظهر الشاعر في صورة شخصية وحيدة، لا حول لها ولا قوة، تائِهَه بين الحشد، ويُلَخِص رؤية مروّعَة للمدينة بضميره المُعَذَّب فيقول:«أنا شاعرٌ بلا أذرع، تائه بين الحشد الذي يتقيأ».
- مَشْهَد الحَشْد الذي يَبُول(ليلة بيتر بليس): يُحْفَظ لها مخطوط بدون تاريخ في مؤسسة غارثيا لوركا، إنها قصيدة الخراب، يستسلم الشاعر فيها إلى اليأس المُتَجَسِد في صورة«ليلة». ومثل القصيدتين السابقتين فإنها تُعَبِر عن ألمه الشخصى بالإضافة إلى الظلم الاجتماعى، مُنَدِدَةً بافتقار المجتمع الرأسمالي إلى التضامن.
- جريمة قتل(صوتا الفجر في ريفرسايد درايف): يوجد إمضاء للكاتب في مؤسسة غارثيا لوركا بعنوان فرعى صوتين في شارع 42، نُشِرَت عام 1933 في مجلة بلانكوإى نيجرو(أسود وأبيض). يُعَبِر الشاعر في هذا المؤَلَف الصغير في شكل حوار عن جريمة حدثت في 42 شارع نيويورك، يَنقِل لنا هذا الحدث المادي الألم الشديد الذي يكمن في نفس الشاعر ويؤثر على مزاجه.
- أعياد الميلاد في الهَدسُن: بتاريخ 27 ديسمبر 1929 في نيويورك، ويوجد عليها توقيع الكاتب في مؤسسة غارثيا لوركا. في هذه القصيدة، يحتدم ألم البطل، ويزداد شعوره بالوحدة في مواجهة العالم ويَتَمَثَل هذا المشهد في نهر الهَدسُن. فالشاعر هنا لا يرى مستقبلاً واضحاً فهو مغموسٌ في عجز الماضى الذي لا يتغير، والحب الذي يُنهكه- «أواه أيها الحب!أواه يا جريحى»! -.
- مدينة بلا نوم (ليلة جسر بروكلين): يُحفَظ لها توقيع الشاعر في مؤسسة غارثيا لوركا، بتاريخ 9 أكتوبر 1929 وبعنوان فرعي عشيّة. نُشِرَت في مجلة الشعر الاسبانى عام 1931. مختارات شعر خيراردو دييغو. يعبر الشاعر هنا عن عالم الليل، وعالم الاستيقاظ، وينقل شعوره الخاص بالاستياء، وعدم قدرته على النوم، أو العثور على أي إغاثة أو أمل، إلى المدينة الليلية فيقول: «الحياة ليست حلماً. انتبه!»; وأضاف «من يشتكي الألم، سيظل يؤلمه بلا توقف، ومن يخشى الموت، فسيحمله من أكتافه».
- بانوراما عمياء لنيويورك: حُفِظَ مخطوطها في مؤسسة غارثيا لوركا بعنوان، أُلْغِىَ فيما بعد، معبد السماء (أغنية الروح الداخلية). وها نحن أمام قصيدة أخرى يُعرِبُ فيها الشاعر عن ألمه، الذي امتد ليشمل كل ما حوله، فتظهر صورة الموت في القصيدة-«أسنان تسقط يعزلها الحرير الأسود»-كوصف لحب لوركا العقيم، فالألم هو شئ مادي يضربه بلا رحمة:«الجميع يدرك ألم الموت، ولكن الألم الحقيقى ليس ألم الروح».
- مولد المسيح: يُحْفَظ لها مخطوط بدون تاريخ في مؤسسة غارثيا لوركا، في هذه القصيدة يصف الشاعر مولد يسوع ولكن ليس بطريقة مبهجة وسعيدة وتبعث للأمل، ولكن بطريقة تشاؤمية، معلنة ميلاده كبداية لطريق الموت والاستشهاد والمعاناة التي لقيها المُخَلِّص.
- الفجر: يوجد مخطوط لها في مؤسسة غارثيا لوركا بعنوانين سابقين تم حذفهم: عامل عاطل وبزوغ. تستحضِر هذه القصيدة صورة المدينة من جديد كرمز للوحدة، وتصف الفجر لكن ليس كإشارة للنعيم، بل كإشارة إالى استحالة تحقيق آمال وتطلعات الشاعر، الذي نراه في نهاية الليل في أشد لحظات المرارة واليأس-«فهناك لا يوجد صباح ولا أمل مُحْتَمَل»، «ولن تكون هناك جنة ولا حب بلا أوراق»-.[45]

### قصائد بحيرة عدن
وُجِهَت قصائد هذا القسم إلى إدواردو أوغارتى، وقد كُتِبَت قصائد هذا القسم أثناء إقامة لوركا في ولاية فيرمونت، يَعُود الشاعر فيها إلى سفح الجبل الأكثر حميمة بالنسبة له، حيث يَصْحَب اكتئابه في هذا الوقت الوحدة والطقس الجبل العاصف.
- تضعيفة شعرية لبحيرة عدن: تشتمل على مقولة لغارسيلاسو «ماشيتُنا تُرْعَى، والرياحُ لفائِفُ» (بيت رقم 1146 من قصيدته الثانية). نُشِرَت في مجلة شعر عام 1933. يُجْرِى لوركا في هذه القصيدة مقارنة بين طفولته-صوته القديم-ووضعه الحالى (من هنا يأتى عنوان القصيدة«تضعيفة شعرية»)، ويصف خسارته لبراءته بمرارة شديدة. ومع ذلك يَبْرُز شعور جديد لدي الشاعر، شعور المطالبة والتخلى عن صراعاته الداخلية ليجد جوهره الشخصي، ويُؤَكِد على قَدْرِه وحقيقته كرَجُل يَعى قيمته كإنسان، وهكذا يجد«صوتى الحر»، «كيما أنطق بحقيقتي كإنسان من دم»، ويُعَبِر عن حياته الجنسية علناً«أريد حريتي.. أريد حبي الإنساني..»، وفي الوقت نفسه، يجد شكلا جديدا من أشكال التعبير الأدبي ألا وهو الشعر الخالص: «وأخنق في نفسي الهزؤ وملابسات الكلم».
- السَماءُ الحَيَّة: لا يزال يُحْفَظ لها توقيع في مؤسسة غارثيا لوركا، أُرِخَت في منزل ديو-كوم-نزل، بحيرة عدن، فيرمونت، 24 أغسطس 1929. ومن جديد نراه يعكس أفكاره حول حبه الضائع-«وإذا لم أجد ما أبحث عنه، فلا يمكننى الشكوى»، على الرغم من أنه لم يخضع للبؤس ويبحث عن السعادة، يبحث عن«سعادته البيضاء عندما أعود ممزوجاً بالحب والرمال».[46]

### في منزل المُزَارِع (حقل نوبورغ)
هذا القسم مُوَجَه لكونشا منديز ومانويل التولاغيري، وقد كُتِبَ أثناء إقامته في الريف في صيف عام 1929، تُشيرُ قصائد هذا القسم إلى الأحداث والأشخاص الذين تعرف عليهم لوركا خلال عطلاته، ولكن مع بعض التغيير للواقع: تَعَرّفَ على طفلة، ابنة مزارع كتسكيلس (بوشنل سفيه)، إلا أنها لم تمت غرقاً; وقد وُجِدَ الطفل سانتون ولم يُصاب بالسرطان الذي عانى منه والده.
- الطفل ستانتون: يُحفَظ لها توقيعان في مؤسسة غارثيا لوركا، الأولى منها بتاريخ 5 يناير 1930 في نيويورك، أي قبل إقامته في الحقل. إن الإشارة إلى الموت في القصيدة تُثيرُ الخوف من الموت الدائم الذِكر في عمل لوركا، كما أنها ترتبط ارتباطاً وثيقاً بألام الشاعر أثناء إقامته في نيويورك-«وألمى ينزفُ بالمساء»-. وتَعْمَل شخصية الطفل هنا على تهدئة الشاعر، وتُشير من جديد إلى براءته المفقودة.
- البقرة: نُشِرَت في مجلة الغرب عام 1931، ويوجد مخطوط لها. يرمز الشاعر إلى عذابه الداخلى بوصف موت البقرة، ويشير إلى العالم الآخر كرمز للانحلال الداخلى الذي يشعر به.
- فتاة غارقة في البئر (غرناطة ونوبورغ): يُحْتَفَظ بتوقيعين في مؤسسة غارثيا لوركا، بتاريخ 8 ديسمبر 1929، نيويورك، ونُشِرَت عام 1932 في مجلة الشعر الاسبانى، مختارت شعر خيراردو دييجو. وعلى النقيض من قصيدة الطفل ستانتون التي كانت شخصية البطل فيها مريحة، فإن شخصية الفتاة الغارقة تُجَسِد إحساس الشاعر بفشله في الحب. فالموت بالنسبة له هو الدمار الذي يشعر به، ويعبر عن ذلك ب«المياه التي لا تتدفق».[47]

### مقدمة الموت (قصائد الوحدة فيفيرمونت)
هذا القسم مُوَجَّه لرافائيل سانشيز فنتورا. يُماثِل في هذا القسم بين الموت والوحدة، ويُرَكِّز على عواقب الوحدة، خلافا لما ورد في قسم قصائد العزلة في جامعة كولومبيا، حيث يركز على الأصول لا على النتائج.
- الموت: هذه القصيدة مُوَجهه لإيزيدورو دي بلاس، ونشرت في مجلة الغرب عام 1931، ولا يوجَد لها مخطوط. كما أننا نَجِدُ بِها تناقضاً واضحاً بين كَدْ وتَعَب الحياة وسكينة الموت، فالأبيات هنا تَرْمُز إلى الحياة واستمرارها، ورغم هذا الاستمرار إلا أنها تنتهي حتماً إلى الموت، الذي هو مرادفاً للحب.
- ليلة الجَوف: كُتِبَت في سبتمبر 1929 في جبال كتسكيلس، نُشِرَت عام 1935 في مجلة الحصان الأخضر للشعر التي يديرها بابلو نيرودا، ولم يُعُثَر لها حاليا على أي مخطوط. يُشيرُ مرة أُخْرى هنا إلى الليل، حيث يرمز في هذه القصيدة إلى داخل الشاعر-«أشعر أننى خاوٍ بدونك»-. تنقسم القصيدة إلى قسمين: يصف الأول منها الآثار المترتبة على نهاية قصة حب، ويرمز لذلك ب«أجوف»; ويُعَبِر الثانى عن الفراغ الداخلى للشاعر، واستحالة تحقيق الحب:«أيتها المدينة، إنني خاوٍ بدونك، وبدون موتاكِ الذين يأكلون».
- منظر بقبرين وكلب آشوري: نُشِرَ عام 1931 في مجلة 1616، ولم يصل لنا مخطوط لها. ترتبط هذه القصيدة بقصيدة الطفل ستانتون من حيث ذِكر السرطان، فهو يشير مرة أخرى إلى الموت. تحكي قصة كلب عجوز وأعمى من مزرعة كتسكيلس، ووفقاً لما قاله أنخيل دل ريو«فإنه كان ينام في الممر المؤدي إلى غرفة لوركا»، مما كان يُسَبِب له إزعاجاً شديداً.
- خراب: أُهديَ إلى رجينو ساينز دي لا مازا، نثشِر في مجلة الغرب عام 1931، وفي عام 1932 نُشِرَ في مجلة الشعر الاسبانية، ضمن مختارات شِعر خيراردو دييغو، ولم يُعثر على مخطوطها. يشير الشاعر إلى تدمير الطبيعة كهاجس الموت الذي يلمح به دائماً إلى الفشل في الحب، ويعبر عن الموتفي القصيدة ب «الأعشاب»، وهكذا يُحاولُ الهروب من المصير المأسودي باحثاً عن هويته:«أسرِع أيُها الحُب أسرِع، يجب أن نبحث عن ملامحنا بلا كَسَل».
- طائر الحجل يقتُل العُشاق: هي قصيدة نَثريّة ذات ثلاث نُسَخ، نُشِرَت النُسخَة الأولى منها في مجلة شعر ونثر، وهي موجودة في سِجِلّات خوان غيريرو رويز في جامعة بورتوريكو; والثانية في مجلة بلاناس للشعر عام 1950; والثالثة في مجلة ددوس، ولم تظهر في الطبعات الأولى لعام 1940. كُتِبَت قبل جولة لوركا إلى أمريكا، ثم رَاجَعَها ونَقَّحَها أثناء إقامته في كوبا، ويَبْدو أنها دُمِجَت في ديوان شاعر في نيويورك كما هو مبين في القائمة التي أولاها لوركا إلى بيرغامين. يَحْكي الشاعر قِصة بين عاشقين يموتون من أجل الحب، لأنهم-كما هو مُبَيّن في القصيدة- «الإثنين أحباه»، «ولذلك ماتوا. عشرون نهراً وشتاء مُمَزق».
- القمر وبانوراما الحشرات(قصيدة حُب): وعنوانها الفرعي«والقمر على البحر المتلألئ، وأنين الرياح تُسمَعُ على قُماش، وتَزداد حركة أمواج من الفضة والزُرقة» لاسبرونسيدا من قصيدته (أغنية القراصنة). يوجد المخطوط في جمعية غَارْسِّيَا لُورْكَا، بتاريخ 4 يناير 1930 بنيويورك. يَتَفِق موضوعها مع موضوع قصيدة طائر الحجل يقتل العشاق، فهي أيضاً تَروى قصة حب، وهو حب مُعتَدَى عليه ومُدَمَّر و«الأشكال فيه أُكذُبَة». إن وجود شخصية البَحَّار في القصيدة-ومنها تأتى الإشارة إلى اسبرونسيدا-هي مرادفة للحرية التي تتعارَض مع الموت.[48]

### العودة إلى المدينة
قام لوركا بإهداء هذا القسم إلى أنطونيو هيرنانديز سوريانو، وقد كُتِبَ بعد عودته من إجازاته في نيويورك، ومن جديد يُنَدد لوركا على عدم تضامن النظام الرأسمالى- موقد جَسَّده في هذه القصيدة بوول ستريت-، وهو إلى جانب الموت، موضوعان يتم طرحهما باستمرار خلال الكتاب بأكمله.
- نيويورك (مكتب وشكوى): أُهديَت لفرناندو فيلا، ونشرت في عام 1931 في مجلة أوكسيدنتي. وعلى الرغم من أن نسخة المخطوط التي استخدمها فرناندو فيلا قد فُقِدَت، إلا أن الباحث كريستوفر ماورير، الأستاذ بجامعة بوسطن، قد قرأ عن طريق الصدفة وجود نسخة من هذا الديوان في مكتبة الكونغرس الأميركي، فسافر إلى هناك بغية مراجعتها والاطلاع عليها، وإذا بها النسخة الأصلية التي كتبها لوركا بنفسه، بالقلم الرصاص مع تصليحات كثيرة. ويقول الباحث ماورير: «لا أعرف بالضبط عن الذي كنت أبحث عنه حول لوركا في الإنترنت، ولكني فوجئت بوجود مخطوط ديوان (شاعر في نيويورك) في مكتبة الكونغرس في واشنطن». وعند مراجعته المخطوط عثر على صفحات ثلاث تحتوي على قصيدة «مكتب وشكوى» في نسختها الأصلية، وهي غير منشورة حتى الآن، فالقصيدة المنشورة هي نسخة معدلة عن النص الأصلي الذي كتبه لوركا. يضيف الباحث: «لا شك أن وجود مخطوط لوركا بين يدي مسألة تثير الشجون. فرؤية المخطوط الأصلي تخلق فينا رغبة ملحة بالمضي في البحث عن إبداع لوركا خطوة فخطوة»، ويضيف الباحث «لا شك أنها لحظة مهمة في حياة غارثيا لوركا، فهذا المخطوط يكشف لنا، بشكل مؤكد، أن لوركا كتب الديوان في شهر يناير (كانون الثاني) من عام 1930 وعايش انهيار البورصة آنذاك، فغير وجهة نظره المتفائلة نحو الولايات المتحدة.. وقد أخبر عائلته، في إسبانيا، بأنه يكتب ديوانا حول نيويورك، سوف يثير ضجة كبيرة...». ثم يتساءل الباحث «ولكن كيف وصل المخطوط إلى مكتبة الكونغرس الأميركي؟»، يقول: «لقد أعطى لوركا المسودة الأصلية إلى صديقه الناقد الموسيقي ميغيل بنيتيث أنغلوت، وهذا بدوره أهداه، عام 1951 - أي بعد وفاة لوركا - إلى شاعر من جزر الكناري يدعى خوسيه ماريا مياريس ساي، صاحب ديوان (ليفربول)، وهو ديوان مشابه جدا لديوان لوركا (شاعر في نيويورك)، ولا نعرف حتى الآن كيف عاد هذا الديوان إلى نيويورك، ولكن الفنان الموسيقي هانس مولدينهاور اشتراه، عام 1964، بـسعر 230 دولارا في مزاد شارلس هاملتون. والرجل يعرف القليل حول شعر لوركا، وعندما قرأ بعض نصوصه، علق عليه عام 1964 بأن لوركا كتب القصيدة في جو ضبابي مخمور. ولا أعرف لماذا يقول هذا؟ ولكن المهم هو أن مولدينهاور احتفظ بالديوان في مكتبته... ثم قام ورثته بعد وفاته بإهدائه إلى مكتبة الكونغرس».ومن المتوقع أن يقوم الباحث ماورير، بالاشتراك مع الباحث أندرو أندرسون، بطبع الديوان حسب الرواية الأصلية التي كتبها لوركا أول مرة مع رسائل لوركا التي كتبها في نيويورك وكوبا، لتصدر في كتاب بمناسبة افتتاح المركز الثقافي الذي يحمل اسم غارثيا لوركا في غرناطة، موطن الشاعر. وكما يوحى العنوان، فإن الشاعر يُنَدد بالظُلم الاجتماعى ولانسانية وأنانية وقلة أخلاق النظام الأمريكي وتشويهه للطبيعة. يُعَد تضامن لوركا مع المعانين جزءاً من معاناته نفسه، فهو يُعلِن عن المتاعب التي لقيها في حياته.
- مقبرة يهودية: أُرِّخَت في نيويورك بتاريخ 18 يناير 1930 بعنوان ضريح يهودي. تَحْكِى قصة وفاة رَجُلٌ يهودي-يُعَدُ موت هذا الرجل رمزاً للقوة الاقتصادية- وتصف المراحل المختلفة للأسباب التي تُودِى بالمرء إلى الوفة، بداية من الأسباب المتعلقة بالطب. وكذا ما يتعلق بالأمور الدينية، وصولاً للحياة الآخرة.
- صَلْب المَسِيح: أُرِّخَت في نيويورك بتاريخ 18 أكتوبر 1929، وقد أهدي لوركا مخطوط هذه القصيدة إلى ميجيل بينيتز إنجلوت، ولم يظهر في الطبعات الأولى لعام 1940. يظهر هنا أيضاً موضوع الدين، كما توجد علاقة بين موت المسيح وحالته العاطفية-«الموت من أجل الحب»-. إنَّ الإشارة إلى البقرة هنا هي أيضاً رمزاً للتضحية، مما يجعل توازياً بين دم المسيح وحليب هذه البقرة المُفيد. كما تتعارَض هذه التضحيات الثلاثة-تضحية المسيح والبقرة وحبه الخاص- مع موقف "الفريسيون"، وهذه يتضح أكثر في قصيدة صرخة إلى روما.[49]

### قَصِيدَتَين غِنائيَتَين
أُهديَ هذا القسم إلى أرماندو غيبيرت، يُشير الشاعر في هذان المؤَلَّفان إلى موضوع الحب، الذي تناوَلَه في قصيدة صرخة إلى روما بشكل جماعي، وفي قصيدة نشيد إلى والت ويتمان بشكل فردي، ويتناقض هذا الحب بكلتا حالَتَيهِ، الجماعية والفردية، مع نفاق الفرسيين وأوصياء الأخلاق.
صرخة إلى روما(من برج عمارة كرايزلر): كانت تُعَنوَن من قبل بروما ونشيد الظلم، ويوجَد توقيع لها في مؤسسة غارثيا لوركا. يستَنْكِر الشاعر هنا على الكنيسة نفاقُها وتفاهتها،-ويرمز لذلك بالفاتيكان- حيث تُظهِرُ حُباً حقيقياً وتُضمِرُ نفاقاً لهذا الحب الذي يُستَمَدُ من المعاناة:«ولكنْ تحت التماثيل لا يوجد حُبْ، لا يوجد حُبٌ تحت عيون البلور المحدد، الحب يعيش في الأجساد التي مزّقها العطش، في الكوخ الحقير الذي يقاوم الفيضان». وتتعارض رِسَالَةَ الإنجيل الحقيقية للسلام والمحبة مع هذا الموقف:«ولكن الرجل المرتدي البياض يجهل سِرّ السنبلة، يجهل أنين النّفْساء، يجهل أن المسيح ما يزال في وسعه أن يُقَدِّم الماء». كما يتطرق الشاعر إلى مَن يُعانون، إلى الفقراء والمحرومين:«لأننا نُريدُ خُبزنا اليومي».
- نشيد إلى والت وايتمان: يُحْفَظ مخطوطها بتاريخ 15 يونيو 1930، وقد أُهديَت إلى رافائيل نادال مارتينيز، ونشرت عام 1940 في مجلة لا بويسيا اسبانيولا ضمن مختارات شعر خيراردو دييغو. في هذه القصيدة يرمز لوركا بشخصية والت ويتمان إلى الحب الأصيل والأصلى النقي الجميل بدلا من بشاعة وفظاعة «الشواذ»، النُجَساء المستسلمون للشهوة والذين لايعرفون أهمية الحب الروحى. وهكذا يدافع عن حق المرء في اختيار ميوله الجنسية بحرية دون أن يخضع لرذيلة«الشواذ»:«لأنه من العدل أن لا يبحث الرجل عن سعادته في دم صباح اليوم التالى».[50]

### الفرار من نيويورك (إلى الحضارة باثنان من الفالس)

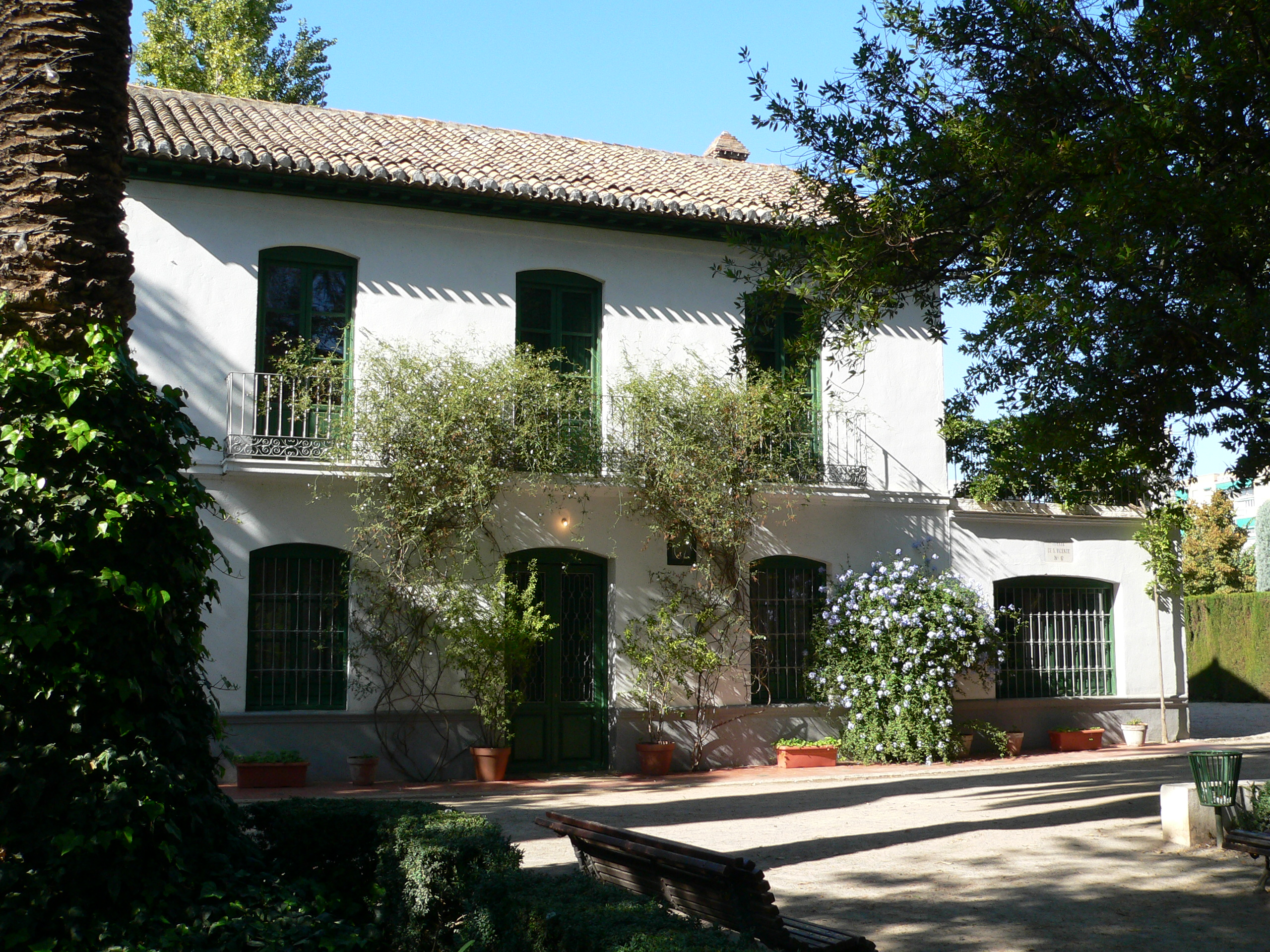
هويرتا دي سان فيسنتي، وهو المنزل الصيفي لعائلة غارثيا لوركا ثم أصبح مُتحَفاً منزلياً

يتحدث البطل من جديد عن الحب عن طريق مؤلَفَات مُستَوحاه من إيقاع الفالِس، الذي يحاول محاكاته عن طريق استخدام الجوقات. ولعل ما يجعل اللهجة هنا أكثر تفائلاً، هو رحيل الشاعر عن المدينة التي نقلت له هذا الشعور السلبي.
فالس فييني صغير: هذه القصيدة مُؤَرَّخة في 13 فبراير 1930، ونشرت في مجلة 1616 عام 1934، وقد وجدت نسخة لدي جينارو استرادا، ووُضِعَت في مؤسسة غارثيا لوركا. يُشيرُ الشاعر إلى شعوره العاطفي بهذه الصيغة«أحبك دائماً»، والتي ترتبط بالطفولة على أنها وقت البرائة الصريحة:«لأننى أُحبك، أُحبك يا حبيبتى، في السقيفة حيث يلعب الأطفال». وقد عَزَفَ ليونارد كوهين هذه القصيدة في أغنية أسماها خُذ هذا الفالس من ألبومه التاسع أنا رَجُلِك.
- فالس في الفروع: أُرِّخَت في لا هويرتا دي سان فيسنتي في 21 أغسطس 1931، ونشرت عام 1932 في مجلة هيرو. تتحدث هذه القصيدة، مثل السابقة، عن الحب الحزين المُثير للعواطف، ويُجَسِّد الشاعر الموت من أجل الحب في صورة البُلبُل- كما يحدث في أعمال أخرى له، كالجمهور-.[51]

### الشاعر يصل إلى هافانا
أُهدِىَ هذا القسم إلى، وهو يتزامن مع آخر قصيدة كتبها لوركا أثناء إقامته في كوبا، حيث ينقل فيها مزيد من التفائل والفرح بالحياة.
- إنهم من السّود في كوبا: يُحفَظ لها ثلاث مخطوطات، الأولى بتاريخ أبريل 1930 في موزيكاليا أثناء إقامة الشاعر في كوبا; والثانية تتعلق بمحاضرة لوركا التي ألقاها عن ديوان شاعر في نيويورك، وهي موجودة في مؤسسة غارثيا لوركا; والثالثة في ورقة منفصلة ووضعت أيضاً في المؤسسة، كَتَبَ لوركا هذه القصيدة في سانتياغو دي كوبا، ويستلهم الإيقاع الموسيقي الكوبي في الرقصة الشعبية، وهذا ما يظهر من خلال إعادته للمقطع-«سأذهب إلى سانتياغو»-. فهو مُفْعَم بالإشارة إلى أُناس وأماكن وأشياء خاصة بكوبا، ويشير في أبياته إلى رغبته في نسيان معاناته السابقة.[52]